# Piz Cambrena

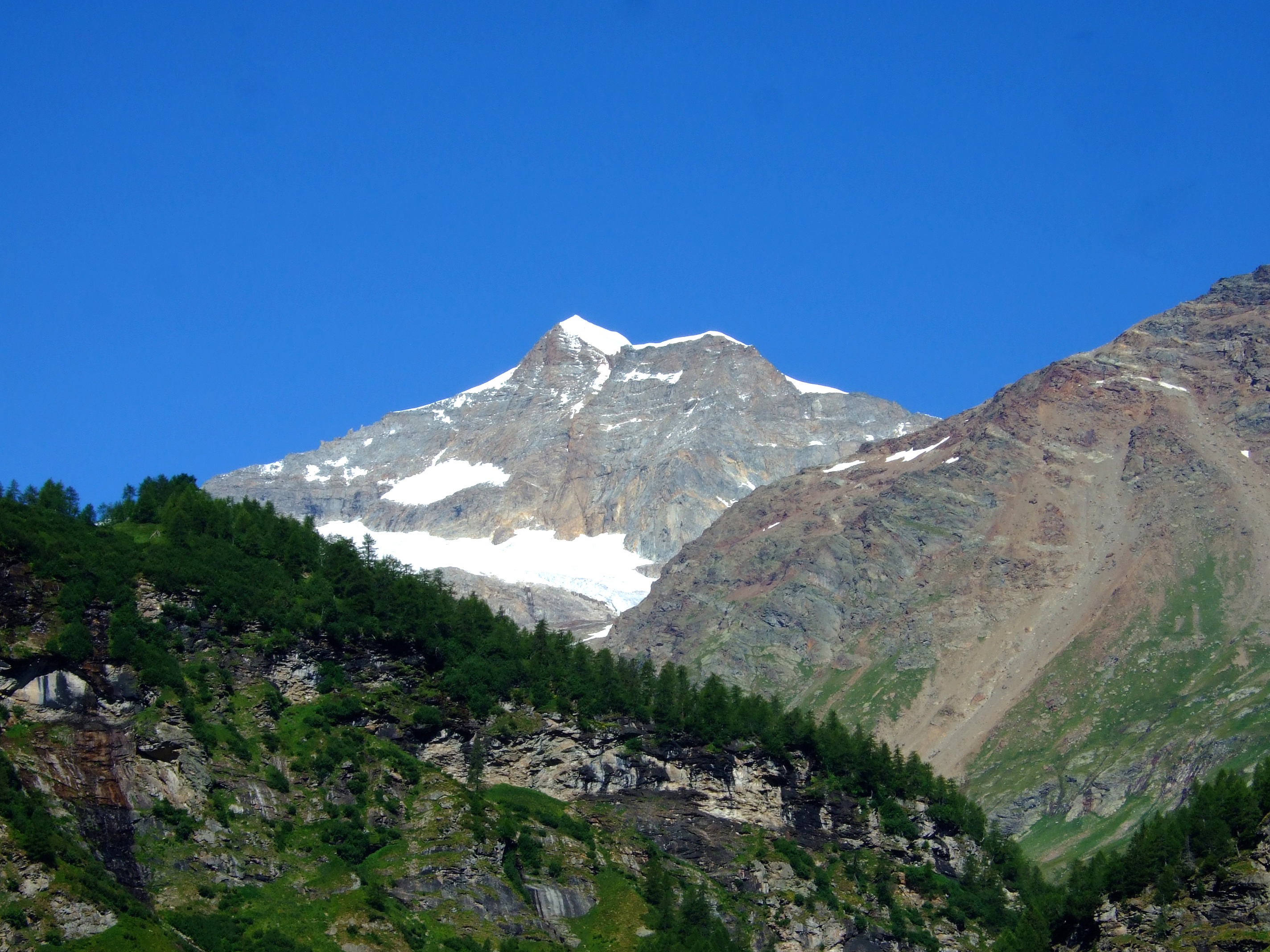
Pizzo Cambrena

Il Piz Cambrena (3.603 m s.l.m.) è una montagna del Massiccio del Bernina nelle Alpi Retiche occidentali. Si trova nello svizzero Canton Grigioni.

## Descrizione
La montagna è collocata tra il Piz Palü ed il Passo del Bernina non lontano dal confine con l'Italia.